# Txemi Urtasun
Pour les articles homonymes, voir Urtasun (homonymie).
Txemi Urtasun, de son vrai nom José Miguel Urtasun Uriz, né le 30 avril 1984 à Pampelune en Espagne, est un joueur espagnol de basket-ball.

## Vie privée
Il a un frère jumeau, Álex, lui aussi basketteur.